# Národní park Cañón del Sumidero
Národní park Cañón del Sumidero se nachází v mexickém státě Chiapas, nedaleko hlavního města Tuxtly Gutiérrez. Předmětem ochrany je geologický útvar samotného kaňonu řeky Grijalva, kdy jeho příkré srázy stoupají až do výšky 700 m. Kaňón se táhne od městečka Chiapa de Corzo až k přehradní nádrži Manuel Moreno Tores. Celý park byl vyhlášen v roce 1980 a má rozlohu 21 789 ha . Turisticky zajímavý je menší vodopád „Vánoční stromeček“, kde voda padá z výšky a modeluje příkrou stěnu pod sebou. Ta následně obrůstá zelenými řasami a zdáli tvoří vzhled smrku.

## Fotogalerie

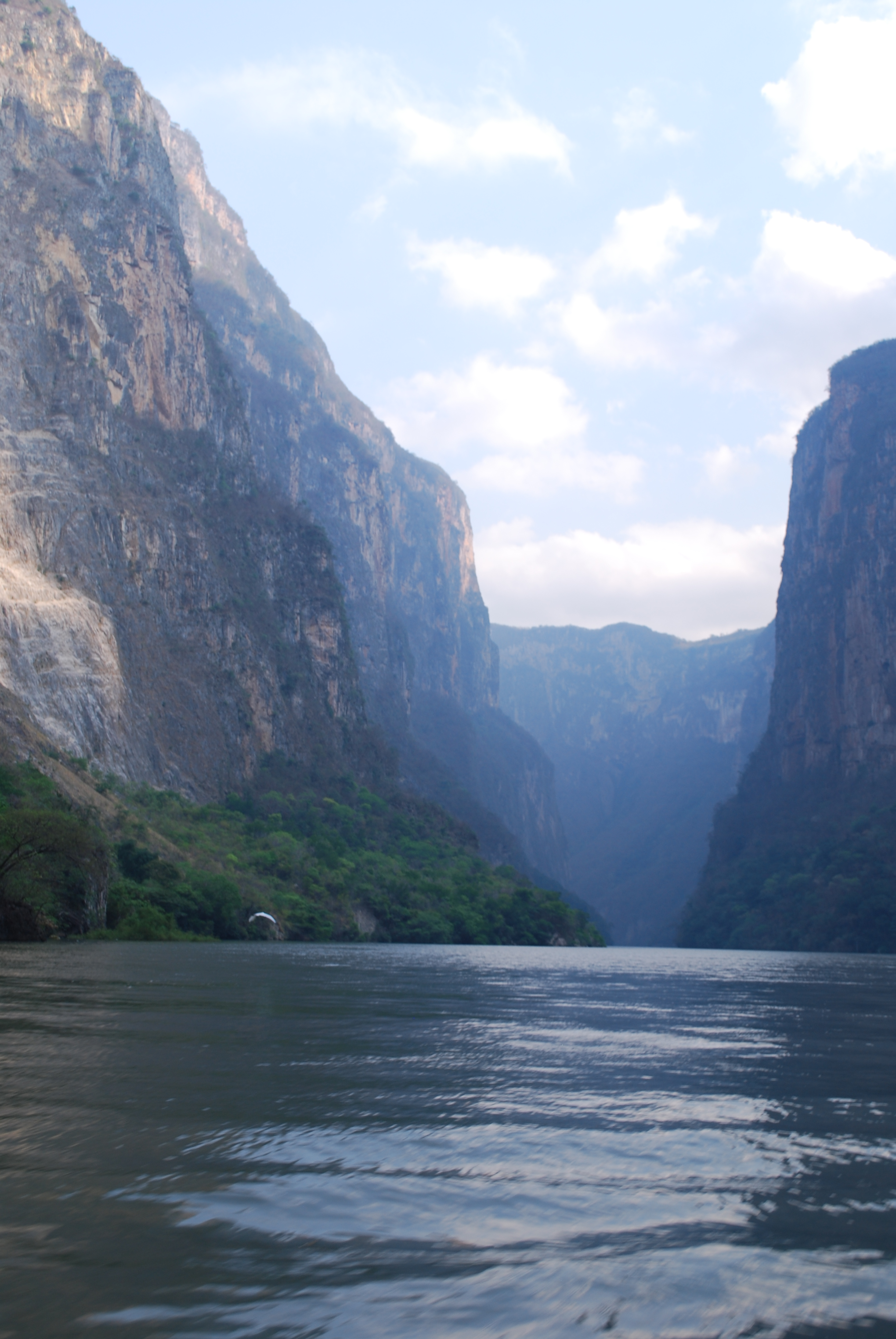
pohled na stěny kaňonu od hladiny
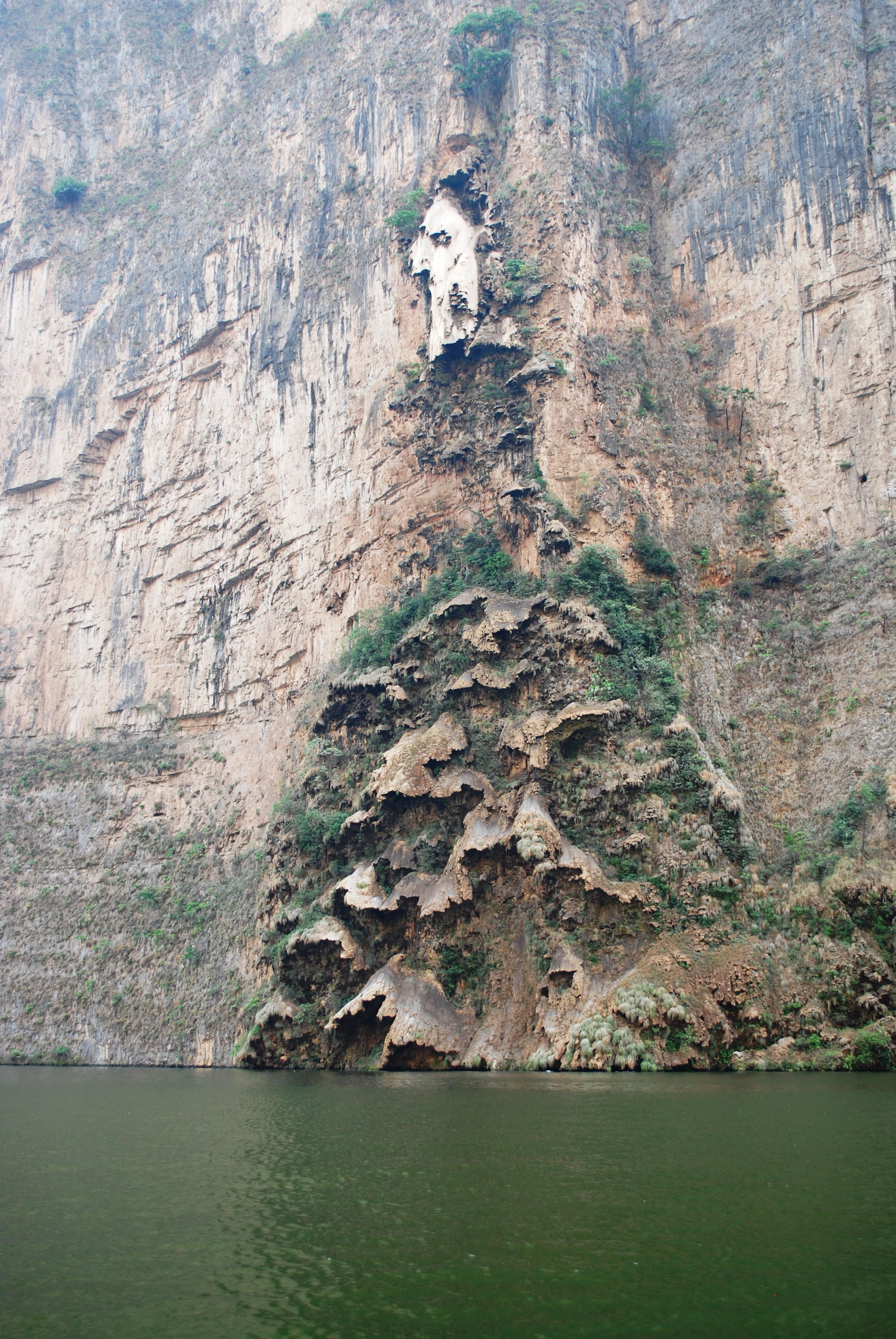
vodopád „Vánoční stromeček“
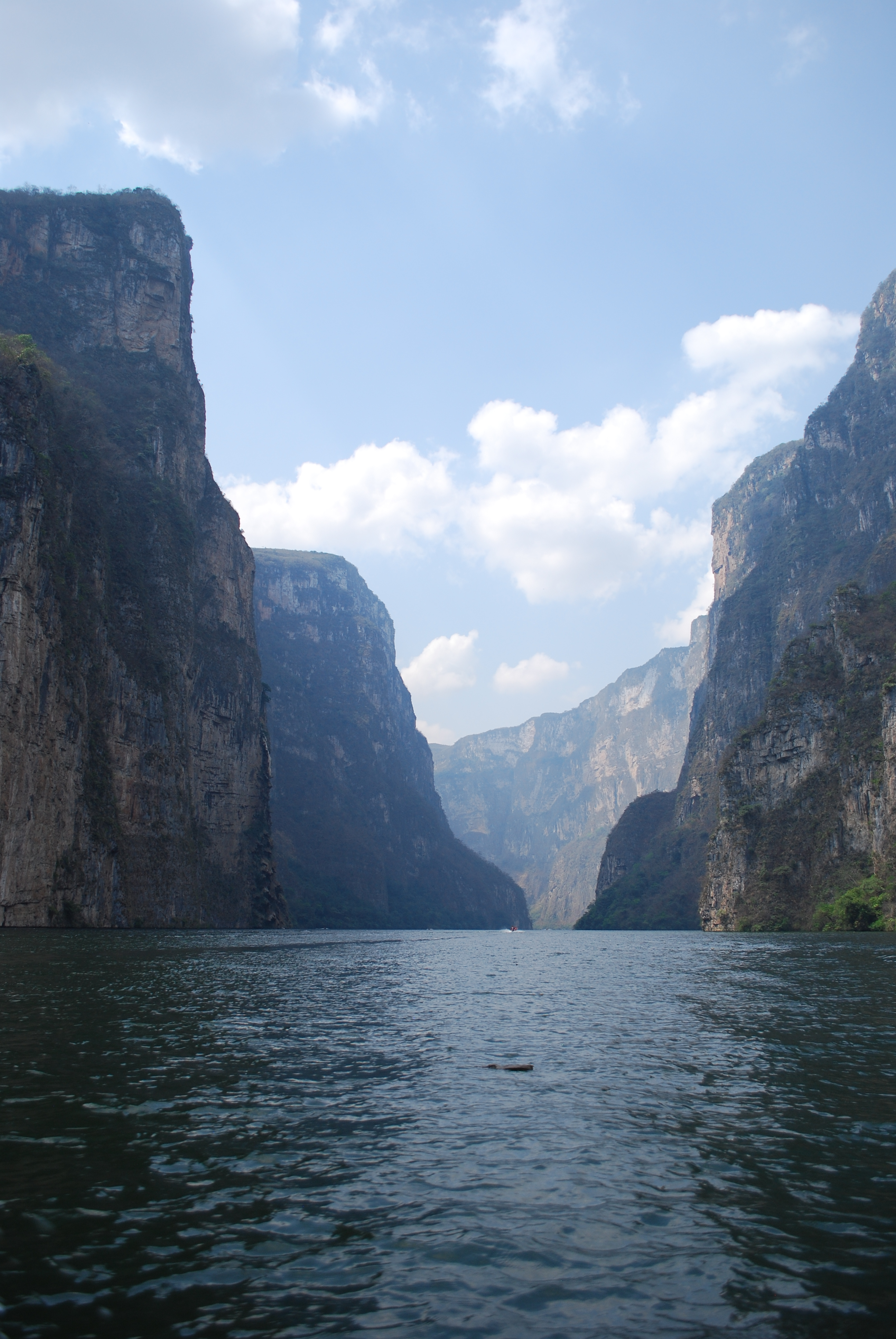
téměř vertikální stěny kaňonu